# Fritz Leiber (écrivain)
Pour les articles homonymes, voir Fritz Leiber.
Œuvres principales
- Le Cycle des épées
- Le Grand Jeu du temps
- Le Vagabond

Fritz Reuter Leiber, né le 24 décembre 1910 à Chicago et mort le 5 septembre 1992  à San Francisco, est un écrivain de fantasy et de science-fiction.
Il est particulièrement connu pour les romans de « sword and sorcery » du cycle des épées, cycle d'heroic fantasy qui raconte les aventures de Fafhrd et du Souricier Gris au travers du monde de Newhon.

## Biographie
Ses parents étant acteurs de théâtre (il porte le nom de son père Fritz Leiber), il est très influencé par ce monde dans la première partie de sa vie.
En 1928, il obtient une licence de philosophie à l'université de Chicago et rencontre Harry Fischer. Leurs échanges épistolaires sont à l'origine des personnages de Fafhrd et du Souricier Gris, personnages centraux du Cycle des épées.
En 1932, il se convertit à l'anglicanisme, et devient même brièvement pasteur de l'Église épiscopalienne des États-Unis.
En 1936, il épouse Jonquil Stephens passionnée de fantastique. Fritz Leiber explique dans la préface de Épées et Démons (éditions Presses Pocket, coll. « SF » no 5194) que sa femme a envoyé un exemplaire d'une nouvelle de Fafhrd et du Souricier Gris, Le Jeu de l'initié à H. P. Lovecraft qui reconnaîtra le talent de Fritz Leiber et Harry Otto Fischer et contribuera à faire reconnaître Fritz Leiber dans le milieu des écrivains de fantasy. On peut retrouver une partie de la correspondance entre le couple Leiber et H. P. Lovecraft et notamment une lettre datée du 2 novembre 1936 dans l'ouvrage H.P. Lovecraft : Selected Letters 1934-1937 (Éditions Arkham House).
En 1937, il apparaît dans un petit rôle non crédité au cinéma (dans Le Grand Garrick, aux côtés de son père).
En 1938 naît leur fils Justin.
En 1941, Fritz Leiber, pacifiste, se fait engager dans une entreprise liée à la Défense, ce qui lui évite d'aller se battre.
En 1945, il devient rédacteur en chef de Science Digest (en), à Chicago. En 1958, il s'installe en Californie et vit de sa plume.
En 1969, son épouse meurt et il sombre dans l'alcool pendant quelque temps. Il ne cesse pourtant d'écrire jusqu'à sa mort en 1992.

## Sélection d’œuvres

### Le Cycle des épées
1. Épées et Démons ((en) Swords and Deviltry)
2. Épées et Mort ((en) Swords Against Death)
3. Épées et Brumes ((en) Swords in the Mist)
4. Épées et Sorciers ((en) Swords Against Wizardry)
5. Le Royaume de Lankhmar ((en) Swords of Lankhmar)
6. La Magie des glaces ((en) Swords and Ice Magic)
7. Le Crépuscule des épées ((en) The Knight and Knave of Swords)

### CycleLa Guerre des modifications
1. Le Grand Jeu du temps (The Big Time, Le Masque Science-fiction no 73, 1978)
  - La Guerre des modifications ((en) The Big Time, 1958)
  - L'Homme de guerre ((en) The Oldiest Soldier, 1960)
2. Les Racines du passé (The Mind Spider and Other Stories, Le Masque Science-fiction no 92, 1979)
  - Le Matin de la damnation ((en) Damnation Morning, 1958)
  - Un météore de calibre 32 ((en) Try and Change the Past, 1959)
  - Pavane pour les filles fantomes ((en) A Deskful of Girlst, 1963)
  - Minuit dans le monde-miroir ((en) Midnight in the Mirror World, 1964)
  - Les Racines du passé ((en) No Great Magic, 1979)

### Romans indépendants
- Ballet de sorcières ((en) Conjure Wife, 1943)
- À l'aube des ténèbres, Le Rayon fantastique no 61, 1958 ((en) Gather, Darkness!, 1943)Réédité chez J'ai lu, no 694, 1976
- Alternatives, Futurama (Presses de la Cité) no 26, 1979 ((en) Destiny Times Three, 1945)
- La Grande Machine ((en) You're All Alone, 1950)
- Le Millénaire vert ((en) The Green Millenium, 1953)
- Guerre dans le néant, OPTA, 1964 ((en) The Big Time, 1958)Publié en deux parties dans le magazine Galaxie - Réédité dans la collection Le Masque Science-fiction en 1978 sous le titre La Guerre des modifications dans le recueil Le Grand Jeu du temps qui contient également la nouvelle L'Homme de guerre
- Génies en boîte ((en) The Silver Eggheads, 1959)
- Le Vagabond ((en) The Wanderer, 1964)
- Ceux des profondeurs, Mnémos, 2019 ((en) The Terror from the Depths, 1976), Fantastique, trad. Jacques Van Herp  (ISBN 978-2-35408-720-3)
- Demain les loups ((en) The Night of the Wolf, 1966)
- Un spectre hante le Texas ((en) A Specter is Haunting Texas, 1969)
- Notre-Dame des ténèbres ((en) Our Lady of Darkness, 1977)
- L'Étrange Chose ((en) The Pale Brown Thing, 1977)

### Recueil de nouvelles
- Le Livre d'or de la science-fiction : Fritz Leiber, Presses Pocket, coll. « Le Livre d'or de la science-fiction »  no 5138
- Les Lubies lunatiques, Presses Pocket, coll. Science-fiction no 5351Dix-sept nouvelles de 1940 à 1974 choisies et traduites par Alain Dorémieux en 1980 pour Casterman

### Nouvelles
Classement par ordre chronologique de publication.
- La Colline et le Trou, Éditions J'ai lu, 1976 ((en) The Hill and the Hole, 1942), trad. Michel DeutschParue dans Jacques Sadoul présente Les Meilleurs Récits de Unknown.
- Le Tueur fantôme, Éditions J'ai lu, 1979 ((en) The Phantom Slayer, 1942), trad. France-Marie WatkinsParue dans Jacques Sadoul présente Les Meilleurs Récits de Weird Tales Tome 3 (1938-1942)
- Mr Bauer et les atomes, 1975 ((en) Mr Bauer and the Atoms, 1946), trad. Frank Straschitz
- Amoureuse de son bourreau, 1958 ((en) Coming Attraction, 1950)Également titrée Prochain spectacle au programme
- La Forêt enchantée, 1971 ((en) The Enchanted Forest, 1950)
- Rendez-vous dans le futur, 1975 ((en) Appointment in Tomorrow, 1951), trad. Jacques ParsonsÉgalement titrée Poor Superman en anglais et Pauvre Superman ! en français
- La Lune était verte, 1954 ((en) The Moon is Green, 1952)
- Les Tranchées de Mars, 1985 ((en) The Foxholes of Mars, 1952), trad. George W. Barlow
- Un mauvais jour pour les ventes, 1955 ((en) A Bad Day for Sales, 1953)
- Le Sommeil du martien, 1958 ((en) What's He Doing in There ?, 1957)Également titrée Qu’est-ce qu’il fabrique donc là-dedans ?
- Des filles à pleins tiroirs, 1959 ((en) A Deskful of Girls, 1958)Également titrée Pavane pour les filles-fantômes
- L’Univers est à eux, 1961 ((en) Space-Time for Springers, 1958)
- Les Pieds et les Roues, 1964 ((en) X Marks the Pedwalk, 1963)
- Si les mythes m'étaient contés, 1963 ((en) Myths my Great-Grand-Daughter Taught Me, 1963)

- Les Vents de Mars, 1964 ((en) When the Change-Winds Blow, 1964)Également titrée Quand soufflent les vents du changement

- Quatre fantômes dans « Hamlet », 1978 ((en) Four Ghosts in Hamlet, 1965), trad. Pierre Billondans le même volume que La Grande Machine

- En poussant les osselets, 1975 ((en) Gonna Roll the Bones, 1967)
- Le Navire des ombres, 1971 ((en) Ship of Shadows, 1969), trad. Bruno Martin

## Récompenses et honneurs
Il est récompensé de nombreux prix dont huit prix Hugo, neuf prix Nebula, deux prix Locus et trois prix World Fantasy.
Il obtient également en 1981 le prix Damon Knight Memorial Grand Master par les membres de la Science Fiction and Fantasy Writers of America.

### Prix Hugo
- 1958 : meilleur roman : La Guerre des modifications (The Big Time)
- 1962 : prix spécial pour l'utilisation de la science-fiction dans les publicités
- 1965 : meilleur roman : Le Vagabond (The Wanderer)
- 1968 : meilleure nouvelle longue : En poussant les osselets (Gonna Roll the Bones dans Dangereuses Visions, tome 1)
- 1970 : meilleur roman court : Le Navire des ombres (Ship of Shadows dans Fiction no 208)
- 1971 : meilleur roman court : Mauvaise rencontre à Lankhmar (Ill Met in Lankhmar)
- 1975 : prix Gandalf (grand maître)
- 1976 : meilleure nouvelle courte : Dernier zeppelin pour cet univers (Catch That Zeppelin! dans Fiction no 289)

### Prix Nebula
- 1967 : meilleure nouvelle longue : En poussant les osselets (Gonna Roll the Bones dans Dangereuses Visions, tome 1)
- 1970 : meilleur roman court : Mauvaise rencontre à Lankhmar (Ill Met in Lankhmar)
- 1975 : meilleure nouvelle courte : Dernier Zeppelin pour cet univers (Catch That Zeppelin! dans Fiction no 289)

### Prix Locus
- 1975 : meilleur recueil de nouvelles d'un auteur unique : The Best of Fritz Leiber
- 1985 : meilleur recueil de nouvelles : The Ghost Light

### Prix World Fantasy
- 1976 : meilleure nouvelle : Belsen Express (Belsen Express)
- 1976 : prix spécial World Fantasy Award for Life Achievement
- 1978 : meilleur roman : Notre-Dame des ténèbres (Our Lady of Darkness)

### Autres
- L'astéroïde (196772) Fritzleiber est nommé en son honneur.

## Adaptations au cinéma et à la télévision
Son roman Ballet de sorcières a été adapté plusieurs fois au cinéma et à la télévision :
- en 1944 sous le titre Le Suicide du Professeur X (Weird Woman) par Reginald Le Borg ;
- en 1960 comme épisode de la série télévisée Moment of Fear sous le titre The Accomplice ;
- en 1962 sous le titre Brûle, sorcière, brûle ! par Sidney Hayers ;
- en 1980 sous le titre Witches' Brew (en) de Richard Shorr et Herbert L. Strock.